# Silnice II/435
Silnice II/435 je silnice II. třídy, která vede z Olomouce do Polkovic a dále z Chropyně do Kroměříže. Úsek z Olomouce do Polkovic je dlouhý 24,1 km. Silnice prochází dvěma kraji a třemi okresy.

## Vedení silnice

### Olomoucký kraj, okres Olomouc
- Nové Sady (křiž. I/35, II/570, peáž s II/570)
- Nemilany (křiž. D35, III/4352)
- Kožušany (křiž. III/4352)
- Tážaly
- Blatec (křiž. III/4353)
- Charváty (křiž. III/43510)
- Drahlov (křiž. III/43511)
- Bolelouc (křiž. III/43512)
- Tučapy (křiž. III/43513)
- Dub nad Moravou (křiž. II/150)
- Věrovany (křiž. III/43515, III/43516)

### Olomoucký kraj, okres Přerov
- Tovačov (křiž. II/434, peáž s II/434)
- Annín (křiž. III/43518)
- Oplocany
- Polkovice (křiž. II/367, III/43518)
- (z Polkovic do Chropyně propojení po silnicích II/367 a II/436)

### Zlínský kraj, okres Kroměříž
- Chropyně (křiž. II/436)
- Kroměříž, křiž. Hulínská ul., I/47)